# Партия на зелените (България)
 Тази статия е за политическата партия в България.  За френската партия вижте Европа Екология Зелените.  
Партията на зелените е политическа партия в България.
На парламентарните избори от 2023 година партията е част от коалицията „Заедно“, водена от бившия председател на Народното събрание Ива Митева, която получава общо 8755 гласа (0,35%).
Към септември 2023 година председател на партията е Владимир Николов, председател на Политическия съвет – Йонко Гергов, а изпълнителен секретар – Христо Дунчев.

## История
Регистрирана е в Софийския градски съд с решение по фирмено дело 114/2001 от 31 януари 2001 г. Учредена е вследствие от разкол по време на конгрес в София на Зелената партия през октомври 2000 г., когато се отцепва партийна фракция. Председател на новата партия става Христо Порточанов.
През 1988 – 89 година, дъхът на демократичните промени в България създава обновен интерес и ангажира значими личности от различни сфери на обществото, включително учени, поети, писатели и художници, както и представители на научната и техническата интелигенция, които различават по възраст и политически убеждения. Сред тези известни българи се издигат поетесата Нешка Робева, художникът Светлин Русев, д-р Петър Берон, д-р Петър Дертлиев, д-р Желю Желев и други.
Една от най-видните групи, която следва пътя на тези демократични промени, е „Екогласност“. Този изразителен термин се превръща във важно неформално движение, особено заради своята сравнителна безопасност и „приемливост“ за управляващите по този период. „Екогласност“ започва да се формира и нараства присъствието си след събитията на 10 ноември 1989 година, когато става най-масовото и добре организирано неформално неправителствено движение в страната.
С развитието на политическите промени в България в рамките на „Екогласност“ настъпва естествено диференциране и образуване на различни групировки. Тези групи по-късно се разделят и формират като самостоятелни организации, сред които се открояват Зелена партия в България с председател Александър Каракачанов, Политически клуб „Екогласност“ с председател Стойчо Гайтанджиев и Национално движение „Екогласност“ с председател Едвин Сугарев. Неспоред има и множество местни структури, които запазват своя неправителствен и неполитически характер и продължават да се наричат „Екогласност“.